# Fábio Lyra
Fábio Lyra (Rio de Janeiro, 1976) é um quadrinista brasileiro. Começou sua carreira aos 16 anos. Em 2002, criou a personagem Mônica para a série em quadrinhos Menina Infinito, porém a história foi publicada apenas alguns anos depois, na revista independente Mosh!. Em 2007, Fábio ganhou o 19º Troféu HQ Mix na categoria "desenhista revelação". Em 2009, Fábio foi convidado a integrar a primeira equipe a participar da coletânea MSP 50, em homenagem a Mauricio de Sousa.